# Balog nad Ipľom
Balog nad Ipľom este o comună slovacă, aflată în districtul Veľký Krtíš din regiunea Banská Bystrica. Localitatea se află la altitudinea de 135 m deasupra n.m., se întinde pe o suprafață de 8,35 km2 și în 2017 număra 825 de locuitori.

## Istoric
Localitatea Balog nad Ipľom este atestată documentar din 1232.

## Demografie
| An:                | 1994 | 2004   | 2014   | 2024   |
| ------------------ | ---- | ------ | ------ | ------ |
| Număr de persoane: | 835  | 826    | 833    | 774    |
| Diferență:         |      | −1,07% | +0,84% | −7,08% |

| An:                | 2023 | 2024   |
| ------------------ | ---- | ------ |
| Număr de persoane: | 763  | 774    |
| Diferență:         |      | +1,44% |